# Памятник Борцам Революции (Тюмень)
Памятник Борцам Революции находится в Тюмени на площади Борцов Революции.

## История
5 июля 1918 г. в Тюмень были привезены тела павших в боях с белогвардейцами бойцов Красной Армии. Они были погребены в братской могиле в саду, который находился на Александровской площади. 9 июля 1918 г. постановлением совета Тюменского городского хозяйства этот сад был переименован в Сад Октябрьской революции. Здесь же 15 июля 1918 г. похоронили ещё несколько павших в боях красноармейцев.
В начале 1920-х гг. на братской могиле был установлен деревянный памятник в виде колонны, увенчанной буденовкой с красной звездой. Эта колонна через несколько лет была заменена деревянным обелиском.
В 1957 г. здесь была установлена скульптурная группа — вооружённые рабочий и крестьянин под красным знаменем. Скульптура была выполнена из крашеного гипса по эскизу тюменских скульпторов Е. А. Герасимова и А. Л. Ремизова. Она была установлена на пьедестал в стороне от могилы ближе к тротуару в преддверии 40-летия Революции.
Через 10 лет, в канун 50-летия Революции, скульптурную композицию заново отлили из чугуна на Тюменском заводе строительных машин. В таком виде памятник существует и в настоящее время.
Памятник погибшим Борцам Революции состоит из двух мужских фигур — вооружённых рабочего и крестьянина. У рабочего в руках — развевающееся знамя. Со всех четырёх сторон на пьедестал нанесены памятные надписи, перечисляющие имена павших бойцов.
Надпись на пьедестале гласит:
ПАВШИМ БОРЦАМ РЕВОЛЮЦИИ ОТ ТРУДЯЩИХСЯ ТЮМЕНИ